# Osmangazi
Osmangazi ist der bevölkerungsreichste Stadtbezirk der 1986 geschaffenen Büyükşehir belediyesi Bursa (Großstadtgemeinde/Metropolprovinz). Zu Osmangazi gehört das historische Zentrum Bursas.

## Verwaltungsgeschichte
Die im Stadtsiegel abgebildete Jahreszahl 1987 dürfte auf das Jahr der Erhebung zur Gemeinde (Belediye/Belde) hinweisen.
Seit einer Gebietsreform 2013 ist der Ilçe (Landkreis) flächen- und einwohnermäßig identisch mit der Kreisstadt. Die 110 Mahalles (Stadtteile) der Kreisstadt (Ilçe merkezi) blieben erhalten, zusätzlich wurden die 27 Dörfer Köy in Mahalles umgewandelt. Somit stieg die Anzahl der Mahalles für diesen Ilçe auf 137.
Im Nordosten des Landkreises befindet sich die Demirtaş-Talsperre.

## Städtepartnerschaften
Osmangazi listet folgende Partnerstädte auf:
| Stadt                 | Land                                        | seit |
| --------------------- | ------------------------------------------- | ---- |
| Agios Sergios         | Kuzey Kıbrıs Türk Cumhuriyeti, Zypern       | 2014 |
| Aleppo                | Syrien                                      | 2010 |
| Archangai             | Mongolei                                    | 2022 |
| Arriana               | Anatolikí Makedonía ke Thráki, Griechenland | 2011 |
| Beit Hanun            | Gazastreifen, Palästina                     | 2014 |
| Boztepe               | Kırşehir, Türkei                            | 2014 |
| Bozüyük               | Bilecik, Türkei                             | 2015 |
| Čair , Skopje         | Nordmazedonien                              | 2005 |
| Ceadîr-Lunga          | Gagausien, Republik Moldau                  | 2021 |
| Doboj                 | Srpska, Bosnien und Herzegowina             | 2013 |
| Espiye                | Giresun, Türkei                             | 2020 |
| Gaza                  | Palästina                                   | 2011 |
| Jericho               | Westjordanland, Palästina                   | 2014 |
| Kardschali            | Bulgarien                                   | 2008 |
| Keles                 | Bursa, Türkei                               | 2013 |
| Keşan                 | Edirne, Türkei                              | 2020 |
| Lahn-Dill-Kreis       | Hessen, Deutschland                         | 2012 |
| Lowetsch              | Bulgarien                                   | 2019 |
| Mamusha               | Prizren, Kosovo                             | 2007 |
| Mehmetçik             | Kuzey Kıbrıs Türk Cumhuriyeti, Zypern       | 2004 |
| Mucur                 | Kırşehir, Türkei                            | 2020 |
| Mustafakemalpaşa      | Bursa, Türkei                               | 2014 |
| Obiliq                | Pristina, Kosovo                            | 2008 |
| Omurtag               | Targowischte, Bulgarien                     | 2000 |
| Preševo               | Centralna Srbija, Serbien                   | 2018 |
| Qonajew               | Almaty, Kasachstan                          | 2008 |
| Şəki                  | Aserbaidschan                               | 2011 |
| Stari Grad , Sarajevo | Bosnien und Herzegowina                     | 2007 |
| Toʻraqoʻrgʻon         | Namangan, Usbekistan                        | 2018 |
| Topiros               | Anatolikí Makedonía ke Thráki, Griechenland | 2013 |
| Umeå                  | Västerbotten, Schweden                      | 2007 |
| Yunusemre             | Manisa, Türkei                              | 2015 |

## Persönlichkeiten
zu Persönlichkeiten vor 1986 siehe Bursa
- Mert Hakan Yandaş (* 1994), Fußballspieler